# 아무다트구
아무다트구(Amudat)는 우간다의 구로 행정 중심지는 아무다트이며 면적은 1,615.4km2, 인구는 143,300명(2013년 기준)이다. 행정 구역상으로는 북부 주에 속한다. 북쪽으로는 모로토 구, 동쪽으로는 케냐, 남쪽으로는 부쿼 구와 퀜 구, 서쪽으로는 나카피리피리트 구와 접한다.

## 같이 보기
- 북부주 (우간다)
- 우간다의 행정 구역